# ملعب مكابيه

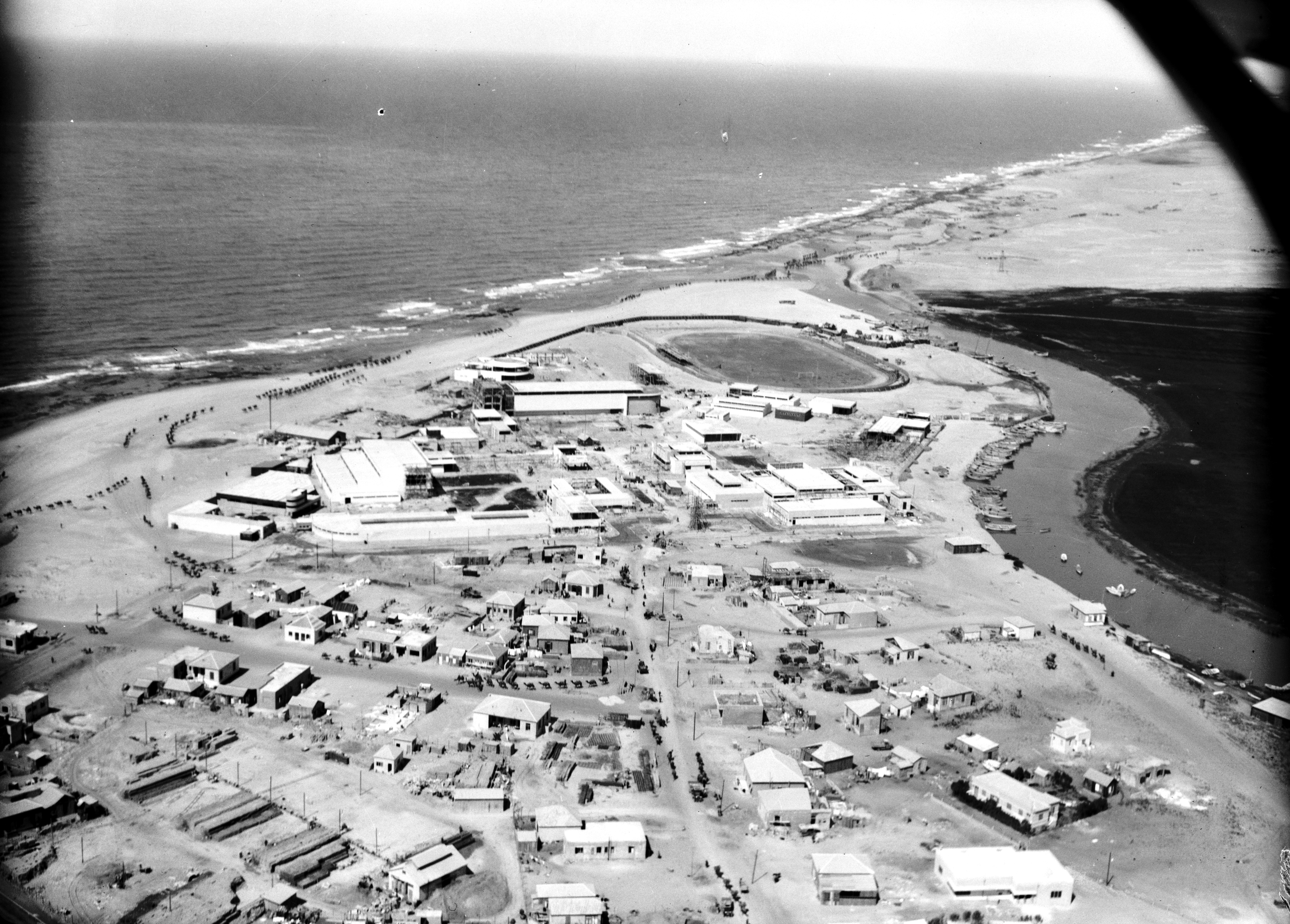
ملعب مكابيه عام 1931.

ملعب مكابيه (بالعبرية: אצטדיון המכביה) (Itztadion Hamakabiya) هو ملعب لكرة القدم يقع عند نهر العوجا في تل أبيب، إسرائيل.
تم بناء ملعب مكابيه في عام 1932 خلال دورة ألعاب مكابيه الأولى ولقد امتلاء الملعب بالناس خلال حفل الافتتاح. كان يستخدم من قبل نادي مكابي تل أبيب حتى عام 1969، عندما انتقل الفريق إلى ملعب بلومفيلد.
يعتبر الملعب اليوم من المعارض التجارية ومركز لعقد المؤتمرات في إسرائيل وأيضا يستعمل كملعب تدريبي لفرق كرة القدم الشبابية.